# Gotski rat (535. – 554.)
Gotski rat (535. – 554.) nastao je kao rezultat odluke Justinijana I. da vrati provincije u Italiji koje su pripadale Rimskom Carstvu dok ih nisu preuzeli Odoakar i Teodorik Veliki.
Justinijan I. je kao povod za rat uzeo ubojstvo Amalasunte 535. godine, nasljednice Teodorika Velikog. Amalasunta je sklopila savez s Justinijanom koji je omogućio carskoj vojsci pod vodstvom Belizara korištenje Sicilije kao baze za pohod protiv Vandala u Africi. Belizar je, kao najuspješniji carski general, predvodio napad na Ostrogote. Odmah je zauzeo Siciliju, prešao u Italiju i do studenog zauzeo Napulj, a i Rim do prosinca 536. godine. Iz Rima je pobjegao gotski kralj Vitiges.
Sljedeće godine Belizar je uspješno odolijevao opsadi Rima od strane Gota (od siječnja 537. do ožujka 538.), pritom vodeći i manje bitke izvan Rima. Kad je dobio pojačanje iz Konstantinopola prešao je u napad. Zauzet je Rimini, a dio Belizarove vojske pod vodstvom Mundalijasa došao je do Mediolanuma (današnji Milano). 540. godine u rat su ušli i Franci i zauzeli Milano. Belizar je zauzeo prijestolnicu ostrogotskog kraljevstva Ravennu i zarobio gotskog kralja Vitigesa. Goti su ponudili Belizaru naslov cara, koju je on odbio. Ta gotska ponuda je vjerojatno izazvala sumnju kod Justinijana, pa je odlučio Belizara poslati ratovati u Perziju i Siriju.
Godine 541. Ostrogoti su ubili jednog svog vođu koji je počeo pregovore s Bizantom. Odmah su izabrali Totilu za novog vođu. Totila je započeo silovitu i uspješnu kampanju protiv Bizantinaca, zauzimajući cijelu sjevernu Italiju, a i Rim poslije duge druge opsade. Belizar se vratio u Italiju 544. Uspio je spasiti Rim, ali je njegov pohod ovog puta bio neuspješan, zbog problema u opskrbi i dodatnim pojačanjima, koje Justinijan I. nije slao. Neki povjesničari smatraju da je bio ljubomoran. Justinijan je 548. godine smijenio Belizara i postavio Narzesa za zapovjednika. Narzes je uspješno završio drugi pohod.
No, Rim je i dalje bio pod opsadom. Totila ga je zauzeo i ponudio mir Justinijanu, koji ga je odbio. Vođa novog pohoda je bio Justinijanov rođak German, koji je bio oženjen Malasvintom, Amalasvintinom kćerkom. German je umro 551., pa je Narzes preuzeo zapovjedništvo i napao Totilu. U bitci kod Tagine Narzes je pobijedio i ubio Totilu. Goti u Rimu su se predali, a u konačnoj bitci na planini Lattari u listopadu 553. Narzes je pobijedio i posljednje ostatke gotske vojske u Italiji.
Godine 554., jaka vojska od oko 30 000 Franaka i Alemana izvršili je invaziju na sjevernu Italiju i južnu Galiju, no poraženi su u bitci na rijeci Volturno.

## Posljedice
Pobjeda u gotskom ratu za Bizant je bila Pirova pobjeda, jer su istrošeni resursi, koji su mogli biti upotrebljeni drugdje, gdje je prijetila veća opasnost.
U Italiji je rat je imao razarajući učinak na gradove. Veliki gradovi kao Rim su dugo bili skoro napušteni, jer je Italija pala u dugo razdoblje nazadovanja. Osiromašena Italija nije sama mogla izdržavati bizantsku administraciju i vojsku, nego je samo postala teret. Ekonomsko razaranje Italije je bilo toliko veliko da je bilo potrebno nekoliko stoljeća oporavka. Samo tri godine nakon Justinijanove smrti veliki dio Italije pao je u ruke Langobarda. Bizantu je ostao samo Ravenski egzarhat (dijelovi područja od središnje Italije do Tirenskog mora i južno do Napulja) i južna Italija. Justinijan I. je uspio osvojiti područja u južnoj Španjolskoj, ali su i ta područja Vizigoti vratili do 620. godine. Poslije Gotskih ratova carstvo više nije poduzimalo tako skupe i ambiciozne pothvate na Zapadu, a Ravenski Egzarhat Langobardi zauzimaju 751. godine. Južna Italija je ostala pod Bizantom do 11. stoljeća.

## Vanjske poveznice
- Edward Gibbon, Decline and Fall of the Roman Empire, Chapter xli  Arhivirana inačica izvorne stranice od 20. siječnja 2008. (Wayback Machine)
- Matteo Cioci, "Belisarius at bay: two battles of the Gothic War"